# アルバート・オースチン

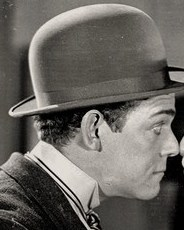
アルバート・オースチン

アルバート・オースチン（Albert Austin, 1881年もしくは1885年12月13日 -  1953年8月17日）は、イギリスの俳優、脚本家。弟のウィリアムも俳優。

## 略歴
バーミンガム出身。
カーノ劇団からチャーリー・チャップリンと共に働き、彼の映画で俳優・助監督として活躍。トーキー以降は脚本家として活躍した。ジャッキー・クーガン主演の『悪戯小僧 My Boy』(1921)の監督者でもある。

## 主要な作品
- チャップリンの替玉（1916年）デパートの店員
- チャップリンの消防夫（1916年）消防士
- チャップリンの放浪者（1916年）飲み屋のトロンボーン奏者
- 午前一時（1916年）タクシー運転手
- チャップリンの伯爵（1916年）パーティの訪問客
- チャップリンの番頭（1916年）目覚まし時計を持ってくる客
- チャップリンの舞台裏（1916年）大道具係
- チャップリンのスケート（1916年）レストランのシェフ・スケーター（二役）
- チャップリンの勇敢（1917年）牧師・警官（二役）
- チャップリンの霊泉（1917年）保養所の看護師
- チャップリンの移民（1917年）船酔いに苦しむロシア移民・カフェの客（二役）
- チャップリンの冒険（1917年）執事
- 三つ巴事件（1918年）男
- 犬の生活（1918年）悪漢
- 公債（1918年）チャーリーの友人
- 担へ銃（1918年）アメリカ兵・ドイツ兵・皇帝の運転手（三役）
- サニーサイド（1919年）村の医者
- 教授（1919 - 1922年）安宿の宿泊客
- キッド（1921年）自動車泥棒
- 給料日（1922年）作業員
- 黄金狂時代（1925年）鉱山師
- サーカス（1928年）ピエロ
- 街の灯（1931年）道路の清掃夫・強盗（二役）